# Сіпарая непальська
Сіпарая непальська (Aethopyga nipalensis) — вид горобцеподібних птахів родини нектаркових (Nectariniidae). Мешкає в Гімалаях, М'янмі та в Південно-Східній Азії. Виділяють низку підвидів.

### Підвиди
Виділяють дев'ять підвидів:
- A. n. horsfieldi (Blyth, 1843) — західні Гімалаї і західний Непал;
- A. n. nipalensis (Hodgson, 1836) — центральний і східний Непал, північна Індія;
- A. n. koelzi Ripley, 1948 — південно-східний Тибет, Бутан, схід Бангладешу, південь центрального Китаю, північний В'єтнам;
- A. n. victoriae Rippon, 1904 — західна М'янма;
- A. n. karenensis Ticehurst, 1939 — східна М'янма;
- A. n. angkanensis Riley, 1929 — північний захід Таїланду;
- A. n. australis Robinson & Kloss, 1923 — перешийок Кра (Таїланд);
- A. n. blanci Delacour & Greenway, 1939 — Лаос;
- A. n. ezrai Delacour, 1926 — південний В'єтнам.

## Поширення і екологія
Непальські сіпараї мешкають в Бангладеші, Бутані, Лаосі, М'янмі, Непалі, Індії, В'єтнамі, Таїланді та Китаї. Вони живуть в широколистних лісах, субтропічних і тропічних вологих гірських лісах. В Юньнані і на південному сході Сичуані вони мешкають у відкритих гірських лісах на висоті 1825-3350 м над землею.